# Gran Premio di Pau 1951
Il Gran Premio di Pau 1951 è stata una gara extra-campionato di Formula 1 tenutasi il 26 marzo 1951 sul Circuito di Pau, a Pau, in Francia. La gara è stata vinta da Luigi Villoresi su Ferrari 375.

## Gara

### Risultati
| Pos | Nr | Pilota                | Vettura           | Giri | Tempo/Ritiro   |
| --- | -- | --------------------- | ----------------- | ---- | -------------- |
| 1   | 10 | Luigi Villoresi       | Ferrari 375       | 110  | 3:14:20.0      |
| 2   | 18 | Louis Rosier          | Talbot-Lago T26C  | 110  | + 1'26.8       |
| 3   | 2  | Giuseppe Farina       | Maserati 4CLT/48  | 107  | + 3 giri       |
| 4   | 28 | Yves Giraud-Cabantous | Talbot-Lago T26C  | 107  | + 3 giri       |
| 5   | 16 | Philippe Étancelin    | Talbot-Lago T26C  | 105  | + 5 giri       |
| 6   | 30 | Rudolf Fischer        | Ferrari 212       | 104  | + 6 giri       |
| Rit | 20 | Henri Louveau         | Talbot-Lago T26C  | 92   | Incidente      |
| Rit | 26 | Toulo de Graffenried  | Maserati 4CLT/48  | 66   | Pressione olio |
| Rit | 14 | Dorino Serafini       | Ferrari 212       | 49   | Sterzo         |
| Rit | 12 | Alberto Ascari        | Ferrari 375       | 46   | Trasmissione   |
| Rit | 22 | Georges Grignard      | Talbot-Lago T26C  | 43   | Cambio         |
| Rit | 6  | Robert Manzon         | Simca-Gordini T15 | 42   | Cambio         |
| Rit | 8  | André Simon           | Simca-Gordini T15 | 35   | Freni          |
| Rit | 4  | Maurice Trintignant   | Simca-Gordini T15 | 25   | Motore         |
| Rit | 24 | Harry Schell          | Maserati 4CLT/48  | 14   | Radiatore      |